# 劉清 (宣德進士)
劉清（1402年—？），字倣殷，順天府宛平縣人，明朝政治人物，進士出身。

## 生平
順天鄉試第四十九名舉人。宣德五年（1430年）丁丑科會試第二十二名，殿試登進士第三甲第六十二名。

## 家庭
曾祖劉明達；祖父劉世昌；父劉禮勗。